# چراغ‌آباد جنوبی
چراغ‌آباد جنوبی، روستایی در دهستان چراغ‌آباد بخش توکهور شهرستان میناب استان هرمزگان ایران است.

## جمعیت
بر پایه سرشماری عمومی نفوس و مسکن در سال ۱۳۹۵، جمعیت این روستا برابر با ۹۸۴ نفر (۲۷۸ خانوار) بوده‌است.